# Nico Elvedi
Nico Elvedi (* 30. září 1996 Curych) je švýcarský profesionální fotbalista, který hraje na pozici středního obránce za bundesligový klub Borussia Mönchengladbach a za švýcarský národní tým.

## Klubová kariéra
Elvedi se narodil v Curychu a je odchovancem FC Zürich, do jehož akademie přišel v roce 2006, ve věku 10 let. Ve švýcarské Super League debutoval 15. května 2014 při vítězstvím 1:0 proti FC Lausanne-Sport, když odehrál celý zápas.

### Borussia Mönchengladbach
V roce 2015 přestoupil Elvedi do německé Borussie Mönchengladbach za poplatek ve výši 4 miliony euro. V derby proti 1. FC Köln vstřelil svůj první gól v německé nejvyšší soutěži; zápas skončil vítězstvím Borussie 1:0.

## Reprezentační kariéra
Elvedi debutoval ve švýcarské reprezentaci 28. května 2016 v přátelském zápase proti Belgii.
Byl zařazen do 23členného mužstva švýcarského národního týmu na Mistrovství světa 2018 v Rusku.
V květnu 2019 odehrál ve finálový turnaj Ligy národů 2018/19, kde Švýcaři skončili na 4. místě.

## Statistiky

### Klubové
K 22. květnu 2021
| Klub                     | Sezóna  | Liga         | Liga   | Liga | Pohár  | Pohár | Evropské poháry | Evropské poháry | Celkem | Celkem |
| Klub                     | Sezóna  | Liga         | Zápasy | Góly | Zápasy | Góly  | Zápasy          | Góly            | Zápasy | Góly   |
| ------------------------ | ------- | ------------ | ------ | ---- | ------ | ----- | --------------- | --------------- | ------ | ------ |
| Zürich                   | 2013/14 | Super League | 2      | 0    | —      | —     | —               | —               | 2      | 0      |
| Zürich                   | 2014/15 | Super League | 16     | 1    | 3      | 0     | 5               | 0               | 24     | 1      |
| Zürich                   | Celkem  | Celkem       | 18     | 1    | 3      | 0     | 5               | 0               | 26     | 1      |
| Borussia Mönchengladbach | 2015/16 | Bundesliga   | 21     | 0    | 1      | 0     | 2               | 0               | 24     | 0      |
| Borussia Mönchengladbach | 2016/17 | Bundesliga   | 25     | 0    | 2      | 0     | 8               | 0               | 35     | 0      |
| Borussia Mönchengladbach | 2017/18 | Bundesliga   | 33     | 2    | 3      | 0     | —               | —               | 36     | 2      |
| Borussia Mönchengladbach | 2018/19 | Bundesliga   | 30     | 2    | 1      | 0     | —               | —               | 31     | 2      |
| Borussia Mönchengladbach | 2019/20 | Bundesliga   | 32     | 1    | 2      | 0     | 5               | 0               | 39     | 1      |
| Borussia Mönchengladbach | 2020/21 | Bundesliga   | 29     | 3    | 4      | 1     | 6               | 1               | 39     | 5      |
| Borussia Mönchengladbach | Celkem  | Celkem       | 170    | 8    | 13     | 1     | 21              | 1               | 204    | 10     |
| Celkem                   | Celkem  | Celkem       | 188    | 9    | 16     | 1     | 26              | 1               | 230    | 11     |

### International
K 30. květnu 2021
| Švýcarsko | Švýcarsko | Švýcarsko |
| Rok       | Zápasy    | Góly      |
| --------- | --------- | --------- |
| 2016      | 3         | 0         |
| 2017      | 1         | 0         |
| 2018      | 5         | 1         |
| 2019      | 8         | 0         |
| 2020      | 5         | 0         |
| 2021      | 4         | 0         |
| Celkem    | 26        | 1         |

### Reprezentační góly
K zápasu odehranému 30. května 2021. Skóre a výsledky Švýcarska jsou vždy zapisovány jako první
| Gól | Datum              | Místo                            | Soupeř | Skóre | Výsledek | Soutěž                   |
| --- | ------------------ | -------------------------------- | ------ | ----- | -------- | ------------------------ |
| 1.  | 18. listopadu 2018 | Swissporarena, Lucern, Švýcarsko | Belgie | 4:2   | 5:2      | Liga národů UEFA 2018/19 |